# Venere di Mal'ta

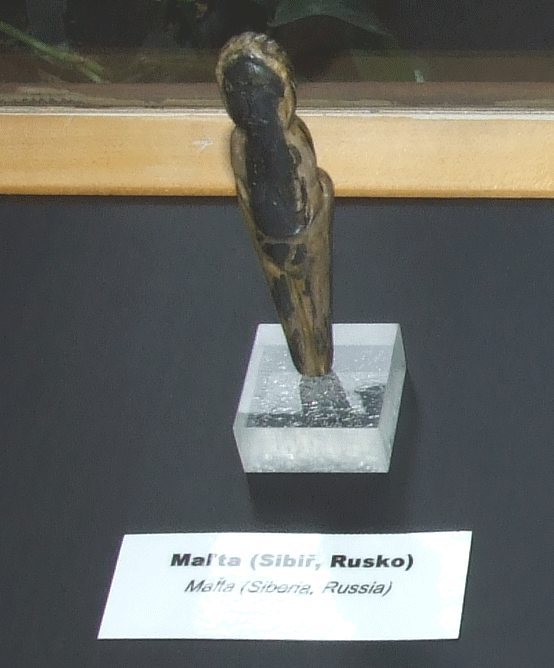
Copia della venere di Mal'ta in mostra al Museo Nazionale di Praga

La Venere di Mal'ta è un reperto archeologico risalente al paleolitico rinvenuta nel sito archeologico di Mal'ta. Nello specifico si tratta di una statuetta raffigurante una donna scoperta in una cava a Mal'ta, vicino al lago Bajkal, in Siberia. Il reperto è vecchio di almeno 23.000 anni ed è stato scolpito in avorio di mammut. È una tipica "venere paleolitica", con alcuni attributi sessuali messi in risalto, come i grandi seni o i fianchi. È conservata al Museo dell'Ermitage, San Pietroburgo.